# Kasama (Zambia)
Kasama es una ciudad de Zambia, capital de la provincia del Norte. Está situada sobre la meseta surafricana a unos 1400 m s. n. m. En el censo del año 2000 se contabilizaron aproximadamente 200.000 personas. La ciudad creció considerablemente durante las décadas de 1970 y 1980 a causa de la construcción del Ferrocarril TAZARA y la mejora de la Gran Carretera del Norte desde Mpika hasta Mbala.
La ciudad es hogar de los bemba, una de las etnias de Zambia. En sus proximidades hay pinturas rupestres de la Edad de Piedra.
El clima de su región es el más lluvioso de Zambia, con unos 1200 mm anuales.